# Ngemplak (Karangnongko)
Ngemplak is een bestuurslaag in het regentschap Klaten van de provincie Midden-Java, Indonesië. Ngemplak telt 1546 inwoners (volkstelling 2010).